# Down 4 U
Down 4 U è un brano musicale estratto come primo singolo dalla compilation Irv Gotti Presents: The Inc.. Il brano è interpretato da Ja Rule, Vita, Charli Baltimore e Ashanti, tutti artisti sotto contratto con l'etichetta discografica The Inc ed è un remix di Down Ass Bitch di Ja Rule.

## Tracce
CD-Single
1. Down 4 U (Radio Edit) - 5:18
2. Down 4 U (Album Version) - 5:17

CD-MAxi
1. Down 4 U (Radio Edit)
2. Down 4 U (Album Version)
3. Down 4 U (Instrumental)
4. Down 4 U (Video)

## Classifiche
| Classifica (2002)                          | Posizione più alta |
| ------------------------------------------ | ------------------ |
| Billboard Hot 100                          | 6                  |
| Billboard Hot R&B/Hip-Hop Singles & Tracks | 3                  |
| Billboard Hot Rap Singles                  | 3                  |
| Billboard Rhythmic Top 40                  | 3                  |
| Billboard Hot 100 Airplay                  | 6                  |
| Billboard Mainstream Top 40                | 22                 |